# Fábio Marinheiro
Fábio André Cruz Marinheiro (sinh ngày 11 tháng 11 năm 1988) là một cầu thủ bóng đá người Bồ Đào Nha thi đấu cho Mafra, ở vị trí hậu vệ.

## Sự nghiệp bóng đá
Vào ngày 27 tháng 7 năm 2013, Marinheiro có màn ra mắt cho Atlético CP trong trận đấu tại Cúp Liên đoàn bóng đá Bồ Đào Nha 2013–14 trước Académico Viseu.